# Ilse van Esch
Ilse van Esch (Oirschot) is een Nederlands voetbalspeelster, influencer en content creator. Ze speelt als aanvaller voor FC Eindhoven.

## Carrière
Van Esch begon met hockeyen bij HC Oirschot. Uiteindelijk verkoos ze het voetballen bij De Bocht '80, eveneens uit haar geboorteplaats, boven een verder vervolg als hockeyster. In 2013 ging ze naar FC Eindhoven, waar ze zich al snel bij de eerste selectie voegde. Ook maakte ze veel minuten in het tweede elftal alvorens ze zich in 2022 definitief bij de eerste selectie van FC Eindhoven voegde. In 2023 werd ze met FC Eindhoven kampioen van de Topklasse.
Naast haar voetbalcarrière maakt Van Esch dagelijks voetbalvideo's. Met andere influencers vormt ze het voetbalteam Creators FC waarmee ze geld ophaalt voor goede doelen. Daarnaast verscheen ze in de FHM500-verkiezing.
In 2022 was Van Esch te zien in het SBS6-televisieprogramma Million Dollar Island waarin ze samen met 99 andere mensen moest proberen te overleven op een onbewoond eiland.